# Brachyntheisogryllacris crassipes
Brachyntheisogryllacris crassipes is een rechtvleugelig insect uit de familie Gryllacrididae. De wetenschappelijke naam van deze soort is voor het eerst geldig gepubliceerd in 1859 door Walker.